# 科西夫区
科西夫区（烏克蘭語：Косівський район），是乌克兰西部伊万诺-弗兰科夫斯克州的一个区，行政中心设于科西夫，人口数量为84,437人（2021年估计）。

## 历史
2020年7月18日作为乌克兰行政区划改革的一部分，伊万诺-弗兰科夫斯克州的区份数量减至6个，科西夫区的范围变化不大，仅有一个村庄划至另外一个区。改革前科西夫区的面积为903平方公里，2020年人口数量为86,615人。

## 行政区划
科西夫区下分为5个市镇。
- 科西夫市鎮（烏克蘭語：Косівська міська громада）
- 庫特市鎮（烏克蘭語：Кутська селищна громада）
- 亞布盧尼夫市鎮（烏克蘭語：Яблунівська селищна громада）
- 羅日尼夫市鎮（烏克蘭語：Рожнівська сільська громада）
- 科斯馬奇市鎮（烏克蘭語：Космацька сільська громада）

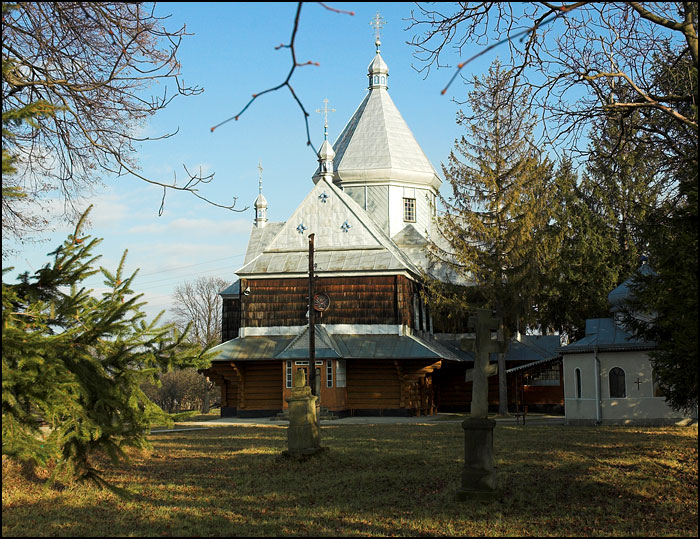
科西夫
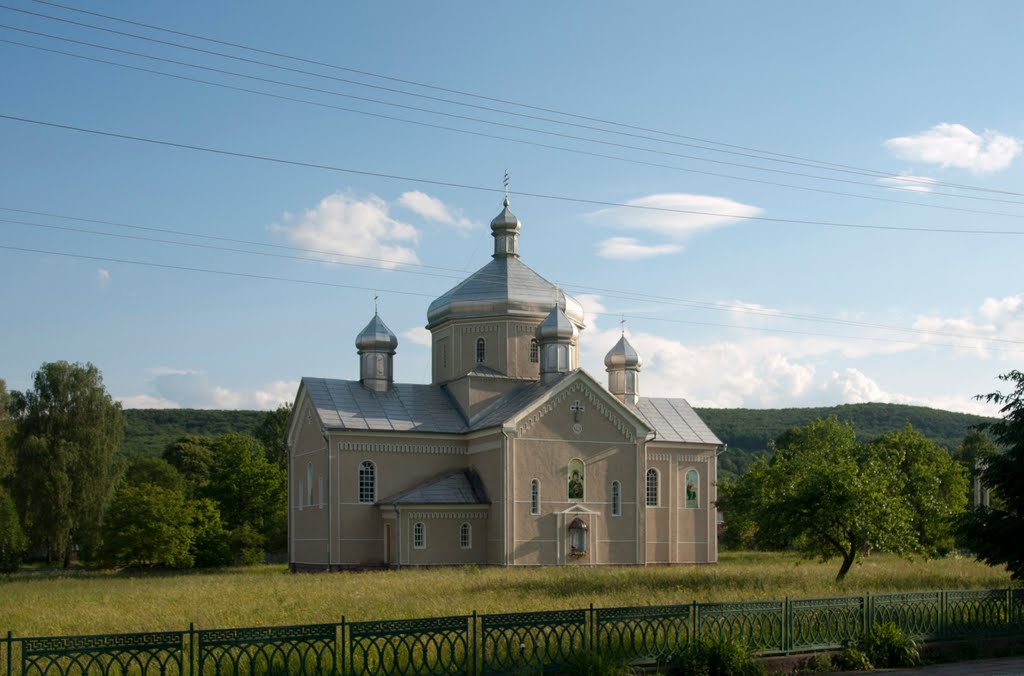
亞布盧尼夫
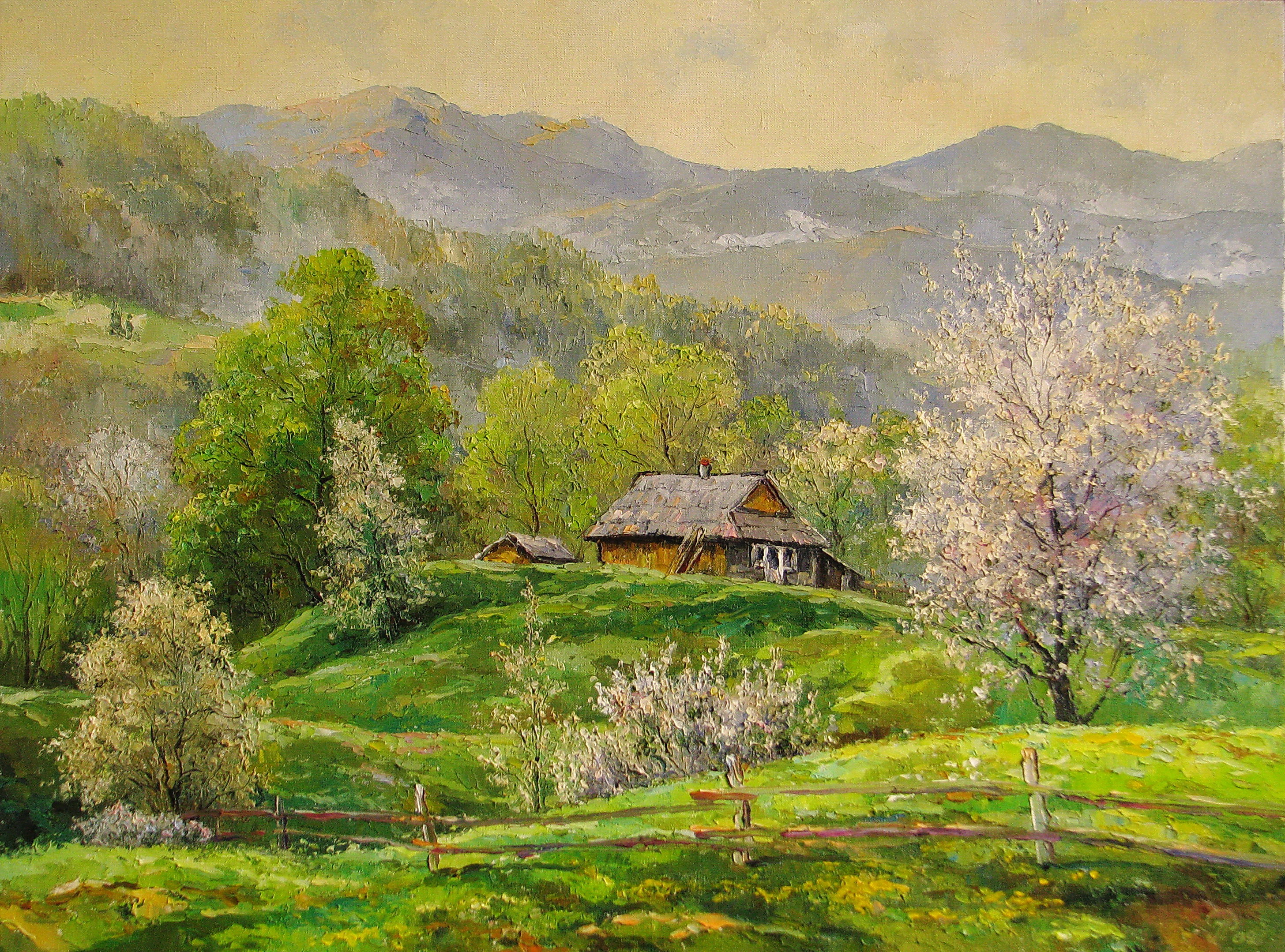
科斯馬奇